# Doru Crin Trifoi
Doru Crin Trifoi este un jurist român, fost secretar de stat din Ministerul Justiției.